# Fiorenza Cedolins
Fiorenza Cedolins, all'anagrafe Fiorenza Cedolin (Spilimbergo, 18 marzo 1966), è un soprano italiano.

## Biografia
Fiorenza Cedolins è nata a Spilimbergo il 18 marzo 1966, e vissuta ad Anduins frazione di Vito d'Asio, in provincia di Pordenone, ha fatto il suo debutto lirico nel 1993 al Teatro Carlo Felice di Genova come Santuzza in Cavalleria rusticana di Pietro Mascagni.
Dal 1994, la cantante ha iniziato la sua collaborazione con il Festival lirico estivo di Spalato interpretando Anaide in Mosé di Gioachino Rossini. Ha successivamente interpretato vari ruoli, tra cui Il combattimento di Tancredi e Clorinda di Claudio Monteverdi, i Carmina Burana di Carl Orff, Giselda in I Lombardi alla prima crociata di Giuseppe Verdi e Salomè di Richard Strauss.
Nel 1996 vince il Luciano Pavarotti Voice Competition, esibendosi in Tosca di Giacomo Puccini al Teatro dell’Opera di Philadelphia con Luciano Pavarotti e Santuzza in Cavalleria rusticana al Ravenna Festival, sotto la direzione di Riccardo Muti e regia di Liliana Cavani. Ha debuttato in ruoli importanti in teatri internazionali come l’Opéra de Monte-Carlo, Teatro Filarmonico di Verona, Teatro dell'Opera di Roma, Teatro San Carlo di Napoli, e Arena di Verona in produzioni di opere come Simon Boccanegra, La battaglia di Legnano, Aida, e molte altre.
Dal 1999, si è esibita in ruoli protagonistici in istituzioni come l'Opéra de Nice, Sferisterio di Macerata, Teatro Regio di Parma, Teatro Massimo Vincenzo Bellini di Catania, Teatro Massimo di Palermo, Teatro Verdi (Trieste), Teatro Comunale di Firenze, Metropolitan Opera House di New York, Opéra National de Paris, Bayerische Staatsoper di Monaco di Baviera, Royal Opera House, Covent Garden di Londra, Wienerstaatoper di Vienna, Salzburgerfestspiele di Salisburgo, Festival Lirico dell'Arena di Verona e al Teatro delle Muse di Ancona. 
Nel 2005, ha eseguito il Requiem di Giuseppe Verdi presso l'Auditorium di Santa Cecilia di Roma, diretta da Zubin Mehta.
Nel 2008 è protagonista nel Don Carlo di inaugurazione della stagione del Teatro alla Scala di Milano, direttore Daniele Gatti. È attiva nell'insegnamento, diventando professore di canto all’Università Conservatori del Liceu di Barcellona nel 2019 e fondatrice della SOI Scuola dell’Opera Italiana Fiorenza Cedolins nel 2018 e nel 2020 del 1º Concorso di Canto Lirico Virtuale SOI Scuola dell’Opera Italiana Fiorenza Cedolins, primo concorso di canto lirico online al mondo, ideato in reazione alle restrizioni imposte dal lockdown.  Nel 2022, ha ideato il progetto di una nuova composizione su testi di Pier Paolo Pasolini, eseguita al Teatro Comunale di Bologna. Dal 2023 è Direttrice artistica del Teatro Nuovo Giovanni da Udine di Udine. Nel 2024 è ideatrice, soggettista e librettista dell’operatic musical 55 secondi per le commemorazioni del 50° anniversario del terremoto del Friuli.

## Incisioni
Il 28 ottobre 2002 ha inciso il cd Dedicato a Giorgio, in memoria del vicedirettore della rivista "L'Opera" Giorgio Banti, scomparso nel 2001, contenente tra gli altri brani tratti da  Cavalleria rusticana di Pietro Mascagni, Mefistofele di Arrigo Boito. Il cd è stato allegato in omaggio a "L'Opera Travel" speciale festival numero 1, del giugno 2011.
- Bellini: Norma (Live) - Fabrizio Maria Carminati/Carmela Remigio/L'Orchestra Filarmonica Marchigiana/L'Orchestra Fiati di Ancona/Coro Lirico Marchigiano/Fiorenza Cedolins/Vincenzo La Scola/Katarina Nikolic/Andrea Papi/Giancarlo Pavan, 2014 Bongiovanni
- Puccini: Tosca - Andrea Bocelli/Fiorenza Cedolins/Orchestra del Maggio Musicale Fiorentino/Zubin Mehta, 2003 Sugar/Decca.

## DVD parziale
- BELLINI: Norma (Liceu, 2007) - Vincenzo La Scola/Andrea Papi/Fiorenza Cedolins/Sonia Ganassi/Giuliano Carella, Arthaus Musik/Naxos
- DONIZETTI: Maria Stuarda (La Fenice, 2009) - Fiorenza Cedolins/Sonia Ganassi/José Bros/Mirco Palazzi/Marco Caria/Pervin Chakar/Fabrizio Maria Carminati, C Major/Naxos
- PUCCINI: Madama Butterfly, dal 3° DVD della collana Passione Lirica (Arena di Verona, 2004) - Fiorenza Cedolins/Francesca Franci/Marcello Giordani/Juan Pons/Carlo Bosi/Daniel Oren, regia di Franco Zeffirelli, Arthaus Musik/Naxos, nei panni di Madama Butterfly, la popolarissima geisha Cio-Cio San
- PUCCINI: La Rondine (La Fenice, 2008) - Fiorenza Cedolins/Fernando Portari/Sandra Pastrana/Emanuele Giannino/Carlo Rizzi (direttore d'orchestra), Arthaus Musik/Naxos
- PUCCINI: Tosca (Arena di Verona, 2006) - Fiorenza Cedolins/Marcelo Álvarez/Ruggero Raimondi/ Daniel Oren, Arthaus Musik/Naxos
- VERDI: Luisa Miller (Teatro Regio di Parma, 2007) - Giorgio Surian/ Marcelo Alvarez /Francesca Franci/Rafal Siwek/Leo Nucci/Fiorenza Cedolins/Donato Renzetti, C Major/Naxos